# Google 図形描画
Google 図形描画（グーグルずけいびょうが）は、Googleが提供する無料のWebサービスGoogle Docs Editorsスイートの一部として含まれている作図ソフトウェアである。このWebサービスにはまた、 Googleドキュメント、 Googleシート、 Google スライド、 Googleフォーム、 Google Sites、およびGoogle Keepが含まれている。 Google 図形描画は、ウェブアプリケーションとして、またChromeOSでのデスクトップアプリケーションとして利用できる。このアプリを使用すると、ユーザーは、フローチャート、組織図、 Webサイトのワイヤーフレーム、マインドマップ、コンセプトマップ、およびその他の種類の図をオンラインで作成および編集しながら、他のユーザとリアルタイムで共同作業を行うことができる。
これにより、コンピュータまたはWebから画像をインポートしたり、事前定義されたテンプレートから図形、矢印、落書き、テキストを挿入したりできる。オブジェクトは、移動、サイズ変更、および回転ができる。このソフトウェアでは、トリミング、マスクの適用、境界線の追加など、画像の基本的な編集も可能である。その他の機能には、位置合わせガイドを使用した正確な図面のレイアウト、グリッドへのスナップ、および自動配布が含まれる Google Docs Editorsスイートの他の多くのソフトウェアとは異なり、Google 図形描画のURLにアクセスすると新しいドキュメントが作成されるため、Google 図形描画には専用のホームがない。
Google 図形描画は、他のGoogleドキュメント、スプレッドシート、またはプレゼンテーションに挿入できる。また、画像としてオンラインで公開したり、JPEG 、 SVG 、 PNG 、 PDFなどの標準形式でダウンロードしたりすることもできる。

## 歴史
Google 図形描画は、当初2010年4月12日にGoogle Docs Drawingとして導入された。
2011年8月1日、Googleは、ユーザが異なるGoogle 図形描画間でグラフィック要素をコピーして貼り付けることができるようになることを発表した。
2019年1月7日、GoogleはGoogle 図形描画ファイルの埋め込みをGoogleドキュメントに追加した。